# Honsinger Creek
L'Honsinger Creek è un torrente degli Stati Uniti d'America, che scorre in California, nella Contea di San Mateo. Il torrente nasce dal Little Chicken Hollow, e percorre 5,8 km, finché si getta nel Pescadero Creek, maggior fiume della Contea di San Mateo.

## Affluenti
- Big Chicken Hollow
- Little Chicken Hollow
- Windmill Gulch